# 東野圭吾 懸疑故事
《東野圭吾 懸疑故事》是日本富士電視台的木曜劇場電視連續劇，自2012年7月5日起每週四22:00播出。
本電視劇是從東野圭吾的三本短篇推理小說集《沒有兇手的殺人夜》、《怪人們》、《當時的某人》中挑選了11個短篇故事來改編而成的。主演分別有唐澤壽明、松下奈緒、觀月亞里沙、反町隆史、長澤雅美、戶田惠梨香等。中井貴一擔任劇中旁白。

## 原作
- 沒有兇手的殺人夜

單行本：1990年7月·光文社 ISBN 9784334921774
文庫：1994年1月·光文社文庫 ISBN 9784334718268
簡體中文版：2010年8月1日·人民文學出版社 ISBN 9787020081868
- 怪人們

單行本：1994年2月·光文社 ISBN 9784334922306
文庫：1998年6月·光文社文庫 ISBN 9784334726218
簡體中文版：2010年8月1日·人民文學出版社 ISBN 9787020081851
- 當時的某人

文庫：2011年1月12日·光文社文庫 ISBN 9784334748975

## 本作收錄作品

### 片頭部分
演出：
- 倉敷（ミステリー雑誌「月刊ホワイダニット」編集長） - 中井貴一（香港配音：招世亮）

- 宮崎（「月刊ホワイダニット」副編集長） - 相島一之（日语：相島一之）（第7 - 最終話）（香港配音：張炳強）
- 千佳（倉敷の部下で不倫相手・第一発見者） - 金澤ゆかり（日语：金澤ゆかり）
- 園田（倉敷の部下） - 西本竜樹（香港配音：陳永信）
- 刑事 - 前田剛（第2 - 最終話）
- 刑事（警部） - 螢雪次朗（日语：螢雪次朗）（第3 - 最終話）（香港配音：譚炳文）
- 三沢（掃除士） - 橘ゆかり（日语：橘ゆかり）（第4 - 最終話）
- 美雪（倉敷の妻） - 仁藤優子（日语：仁藤優子）（第5 - 最終話）（香港配音：黃麗芳）
- 円城寺 種彦（ミステリー作家） - 小島康志（日语：小島康志）（第6 - 最終話）（香港配音：葉振聲）
- 美里（倉敷の娘） - 尾高杏奈（日语：尾高杏奈）（第7 - 最終話）（香港配音：凌晞）

製作團隊：
- 脚本 - 森ハヤシ（日语：森ハヤシ）
- 音楽 - 住友紀人（日语：住友紀人）
- 演出 - 鈴木雅之
- 演出補 - 守下敏行、黒田健介
- 音響効果 - 谷川義春、壁谷貴弘
- 特殊効果 - 田村憲行
- タイトルバック - 尾形竜太（日语：尾形竜太）
- AP - 阿部良太

故事摘要：
月刊 Why Done It 的主編倉敷在主編辦公室吃了他最喜歡的蛋包飯後突然中毒身亡。變成鬼魂的倉敷注視著自己的屍體，想查出誰殺了自己。隨著故事的展開，倉敷以推理狂似的獨特見解向觀眾分析說明著案情。
最先到現場的是外遇的部下千佳，緊接著到的是被倉敷發現他挪用公款的男部下園田，他們相當吃驚並馬上報了警。到達現場的警察發現了倉敷寫下的遺書和藥瓶中的毒藥而認為這可能是自殺。
疑似對倉敷懷恨在心的清潔女工三澤；愛吃醋的妻子美雪；被倉敷告知終止連載而心情低落的推理作家円城寺；有意接下任主編的副主編宮崎……可疑人物陸續出現。接著，倉敷的女兒美里出現了，倉敷得知女兒因為“生理上無法接受往任何東西里都放番茄醬”討厭他，而感到很絕望。
雖然除了警方以外的相關涉案者都很可疑，最後還是判斷倉敷的死最可能是自殺，身為鬼魂的倉敷也無能為力。然而，就在警察準備將他屍體搬離現場時，倉敷額外訂的餃子送到了。因為馬上準備去死的人是不可能再額外訂餐的，倉敷很高興這樣的話自殺的決定會被推翻，但副主編卻當場騙說“這是我點的”。
倉敷正失望的時候，送餐員又回來了，送來了先前忘記帶的特別訂的用在餃子上的番茄醬。於是，刑警想了想，對現場相關涉案者展開重新調查。見狀，倉敷笑了笑，滿意的說道：
「所謂推理，就是得這樣啊。」

### 別了，教練
- 原題：
- 播出日：2012年7月5日
- 出處：沒有兇手的殺人夜

出演：
- 石上純一（射箭部教練） - 唐澤壽明（香港配音：雷霆）
- 望月直美（射箭部弟子） - 田中麗奈（香港配音：張頌欣）
- 石上陽子（純一的妻子） - 戶田菜穗
- 鈴木和真（神奈川縣警北神奈川署刑事課警部） - 西岡德馬（香港配音：盧國權）

製作團隊：
- 腳本 - 坂口理子、高橋幹子
- 導演 - 河毛俊作
- 副導演- 村尾嘉昭
- 警察顧問 - 倉科孝靖（チーム五社）
- 法醫學顧問 - 高木徹也（杏林大学醫學部法醫學教室准教授）
- 總製作人 - 多治見薫
- 製作人 - 小池秀樹

- 小說上的字：罠

### 沒有凶手的殺人夜
- 原題：
- 播出日：2012年7月12日
- 出處：沒有兇手的殺人夜

出演：
- 佐藤拓也（家庭教師）- 坂口憲二（香港配音：雷霆）
- 岸田創介（建築家） - 白井晃（香港配音：張炳強）
- 岸田時枝（創介的再婚妻子） - 雛形明子（香港配音：朱妙蘭）
- 高野刑事（調查案件的刑警） - 中原丈雄（香港配音：譚炳文）
- 河合雅美（拓也的女友） - 關惠美（香港配音：林芷筠）
- 岸田正樹（創介的兒子） - 八神蓮（香港配音：曹啟謙）
- 岸田隆夫（創介有名無實的兒子） - 吉田憲祐（香港配音：張裕東）
- 八木（安藤）由紀子（拓也的前女友）- 八木望美 （香港配音：張頌欣）
- 安藤和夫（由紀子的哥哥）- 柳憂怜（香港配音：朱子聰）
- 小田 - 奧田達士（香港配音：陳廷軒）

製作團隊：
- 腳本 - 冰川加代
- 導演 - 澤田鎌作
- 副導演 - 守下敏行
- 選曲 - 藤村義孝
- 警察顧問 - 倉科孝靖（チーム五社）
- 法醫學顧問 - 高木徹也（杏林大学醫學部法醫學教室准教授）
- 總製作人 - 多治見薫
- 製作人 - 小池秀樹

- 小說上的字：欺

### 無盡之夜
- 原題：
- 播出日：2012年7月19日
- 出處：沒有兇手的殺人夜

出演：
- 田村厚子（服裝學校講師，洋一之妻）  - 松下奈緒（香港配音：林元春）
- 田村洋一（浪速區服飾公司負責人） - 田中幸太朗（香港配音：曹啟謙）
- 平林真治（番場的搭檔） - 岡本拓朗（香港配音：劉昭文）
- 番場十三（大阪府警難波警察署刑事） - 大杉漣（香港配音：葉振聲）

製作團隊：
- 腳本 - 田邊滿
- 導演 - 河野圭太
- 副導演 - 池邊安智
- 企劃製作人 - 小池秀樹
- 製作人 - 小椋久雄（共同電視台）
- 副製作人 - 上久保友貴
- 總製作人 - 多治見薫
- 總製作人 - 古賀敏仁（東通企劃）
- 製作 - 共同電視台

- 小說上的字：哀

### 玲子與Reiko
- 原題：
- 播出日：2012年7月26日
- 出處：當時的某人

出演：
- 淺野葉子 - 觀月亞里沙（香港配音：陸惠玲）
- 藤川伸一 - 吉田榮作（香港配音：陳欣）
- 山下玲子 - 大野絲（香港配音：陳皓宜）
- 今西 - 平田滿（香港配音：葉振聲）
- 市原早苖 - 中村友理（香港配音：何璐怡）
- 前村哲也 - 川井勉史
- 前村加津子 - 淺見麗奈（香港配音：黃淑芬）
- 福澤浩司 - 山中聰
- 阿藤 - 荒木宏文（香港配音：黃啟昌）

製作團隊：
- 導演 - 川村泰佑

- 小說上的字：心

### 蜜月之旅
- 原題：
- 播出日：2012年8月2日
- 出處：怪人們

出演：
- 中川伸彥 - 反町隆史（香港配音：潘文柏）
- 中川尚美 - 加藤愛（香港配音：張頌欣）
- 藤村重雄 - 北見敏之（香港配音：陳永信）
- 藤村照恵 - 大塚良重（香港配音：雷碧娜）
- 中川宏子 - 信太真妃（香港配音：何寶珊）

製作團隊：
- 導演 - 小林義則

- 小說上的字：過

### 全是字謎
- 原題：
- 播出日：2012年8月16日
- 出處：當時的某人

出演：
- 青山彌生 - 長澤雅美（香港配音：鄭麗麗）
- 尾藤茂久／秋山祐一 - 安藤政信（香港配音：麥皓豐）
- 北澤孝典 - 妻夫木聰（香港配音：梁偉德）
- 畠山清美 - 麻衣子（香港配音：凌晞）
- 中瀬弘惠 - 池脇千鶴（香港配音：朱妙蘭）
- 中瀬雅之 - 鄭龍進（香港配音：陳卓智）
- 森本 - 森下能幸（香港配音：馮錦堂）

製作團隊：
- 導演 - 石井克人

- 小說上的字：謎

### 白色凶器
- 原題：
- 播出日：2012年8月23日
- 出處：沒有兇手的殺人夜

出演：
- 中町由希子 - 戶田惠梨香（香港配音：何璐怡、梁偉德（精神分裂時））
- 森田壽 - 平岡祐太（香港配音：李致林）
- 中町伸治 - 千賀健永（香港配音：李鎮然）
- 西岡勝 - 滿島真之介（香港配音：曹啟謙）
- 田宮准一 - 中山裕介（香港配音：李錦綸）
- 中町洋一 - 大口兼悟（香港配音：梁偉德）
- 安部孝三 - 菅原大吉（香港配音：林保全）
- 佐野行男 - 木下鳳華（香港配音：朱子聰）
- 女醫 - 鷲尾真知子（香港配音：袁淑珍）

製作團隊：
- 導演 - 林徹

- 小說上的字：悲

### 小小的惡作劇故事
- 原題：
- 播出日：2012年8月30日
- 出處：沒有兇手的殺人夜

出演：
- 中岡良 - 三浦春馬（香港配音：曹啟謙）
- 佐伯洋子 - 波瑠（香港配音：陳琴雲）
- 行原達也 - 大野拓朗
- 笠井美代子 - 三吉彩花（香港配音：陳皓宜）
- 井本五郎 - 近藤公園（香港配音：麥皓豐）
- 行原江美子 - 神野三鈴（香港配音：雷碧娜）

製作團隊：
- 導演 - 並木道子

- 小說上的字：嘘

### 結婚報告
- 原題：
- 播出日：2012年9月6日
- 出處：怪人們

出演：
- 飯田智美 - 廣末涼子（香港配音：梁少霞）
- 山下典子 - 山口紗彌加（香港配音：張頌欣）
- 山下昌章 - 大倉孝二（香港配音：李錦綸）
- 櫻井祐二 - 平岳大（香港配音：劉昭文）
- 堀內秋代 - 大塚千弘（香港配音：謝潔貞）
- 橋本 - 古関安広（香港配音：張炳強）
- 地產公司職員 - 山本龍二（香港配音：林國雄）

製作團隊：
- 導演 - 村上正典

- 小說上的字：疑

### 第二十年的约定
- 原題：
- 播出日：2012年9月13日
- 出處：當時的某人

出演：
- 山岡亞沙子 - 篠原涼子（香港配音：鄭麗麗）
- 村上照彦 - 田邊誠一（少年期：室井響）（香港配音：陳廷軒（少年：伍秀霞））
- 清水幸一 - 音尾琢真（少年期：畠山紫音）（香港配音：雷霆（少年：袁淑珍））
- 安藤久美子 - 柴本幸（香港配音：黃瑩瑩）
- 西野晴美 - 甲斐惠美利（香港配音：張頌欣）
- 西野純子（西野すみ子） - 木村綠子（香港配音：黃玉娟）
- 西野行雄 - 平泉成（香港配音：張炳強）

製作團隊：
- 導演 - 宮本理江子

- 小說上的字：誓

### 再生魔術之女
- 原題：
- 播出日：2012年9月20日
- 出處：當時的某人

出演：
- 中尾章代 - 鈴木京香（香港配音：陸惠玲）
- 根岸峰和 - 小澤征悅（香港配音：陳卓智）
- 根岸千鶴 - 西田尚美（香港配音：黃玉娟）
- 根岸義政 - 龍雷太（香港配音：譚炳文）
- 中尾弓子 - 矢田亞希子（香港配音：林元春）
- 下屬 - 東根作壽英（香港配音：劉昭文）

製作團隊：
- 導演 - 河毛俊作

- 小說上的字：罰
- 主題曲：Chet Baker - My Funny Valentine

## 收視率
| 集數                                                       | 播放日期      | 日文副標題 | 中文副標題          | 原作出處             | 導演       | 收視率 |
| 第1回                                                      | 2012年7月5日  |            | 別了，教練 罠       | 『沒有凶手的殺人夜』 | 河毛俊作   | 11.3%  |
| 第2回                                                      | 2012年7月12日 |            | 沒有凶手的殺人夜 欺 | 『沒有凶手的殺人夜』 | 澤田鎌作   | 7.8%   |
| 第3回                                                      | 2012年7月19日 |            | 無盡之夜 哀         | 『沒有凶手的殺人夜』 | 河野圭太   | 8.8%   |
| 第4回                                                      | 2012年7月26日 |            | Reiko與玲子 心      | 『當時的某人』       | 川村泰祐   | 7.8%   |
| 第5回                                                      | 2012年8月2日  |            | 蜜月之旅 過         | 『怪人們』           | 小林義則   | 9.1%   |
| 第6回                                                      | 2012年8月16日 |            | 全是字謎 謎         | 『當時的某人』       | 石井克人   | 8.9%   |
| 第7回                                                      | 2012年8月23日 |            | 白色凶器 悲         | 『沒有凶手的殺人夜』 | 林 徹      | 7.9%   |
| 第8回                                                      | 2012年8月30日 |            | 小小的惡作劇故事 噓 | 『沒有凶手的殺人夜』 | 並木道子   | 7.6%   |
| 第9回                                                      | 2012年9月6日  |            | 結婚報告 疑         | 『怪人們』           | 村上正典   | 8.9%   |
| 第10回                                                     | 2012年9月13日 |            | 第二十年的約定 誓   | 『當時的某人』       | 宮本理江子 | 7.5%   |
| 最終回                                                     | 2012年9月20日 |            | 再生魔術之女 罰     | 『當時的某人』       | 河毛俊作   | 6.2%   |
| 平均收視率8.4%（收視率由Video Research於日本關東地區統計） |               |            |                     |                      |            |        |

## 外部連結
- （日語）東野圭吾推理劇場－富士電視台

| 日本富士電視台 木曜劇場              | 日本富士電視台 木曜劇場                        | 日本富士電視台 木曜劇場 |
| ------------------------------------ | ---------------------------------------------- | ----------------------- |
|                                      | 東野圭吾推理單元劇 （2012.07.05 - 2012.09.20） |                         |
| 青蛙公主 （2012.04.12 - 2012.06.21） | 不結婚 （2012.10.11 - 2012.12.20）             |                         |

| 香港 星期六15:00 - 17:00及21:00 - 23:00 4月13日 14:00 - 16:00及18:30 - 20:30 | 香港 星期六15:00 - 17:00及21:00 - 23:00 4月13日 14:00 - 16:00及18:30 - 20:30 | 香港 星期六15:00 - 17:00及21:00 - 23:00 4月13日 14:00 - 16:00及18:30 - 20:30 |
| ---------------------------------------------------------------------------- | ---------------------------------------------------------------------------- | ---------------------------------------------------------------------------- |
|                                                                              | （2013.03.09 - 2013.04.13）                                                  |                                                                              |
| （2013.01.26 - 2013.03.02）                                                  | （2013.04.20 - 2013.06.01）                                                  |                                                                              |
| 香港 無綫電視翡翠台 星期一 凌晨劇集時段 （每次播映兩集） 8月18日 暫停播映    |                                                                              |                                                                              |
| （2014.05.19） （2014.05.26 - 2014.07.07） （2014.07.21）                    | （2014.07.28 - 2014.09.08）                                                  | 東野圭吾懸疑劇場：布魯特斯的心臟 （2014.09.15）                              |

| MY 101綜合台 星期二 22:00-23:00          | MY 101綜合台 星期二 22:00-23:00            | MY 101綜合台 星期二 22:00-23:00 |
| ---------------------------------------- | ------------------------------------------ | ------------------------------- |
|                                          | （2013.06.25 - 2013.09.03）                |                                 |
| 媽媽們的戰爭 （2013.04.09 - 2013.06.18） | 古書堂事件手帖 （2013.09.10 - 2013.11.19） |                                 |

| 公視主頻 【國際換日線】                   | 公視主頻 【國際換日線】           | 公視主頻 【國際換日線】 |
| ----------------------------------------- | --------------------------------- | ----------------------- |
|                                           | （2013.11.6－2013.11.25）         |                         |
| 謀殺拼圖第二季 （2013.04.09－2013.06.18） | 紙牌屋 （2013.11.26－2013.12.17） |                         |